# Melica thuringiaca
Melica thuringiaca là một loài thực vật có hoa trong họ Hòa thảo. Loài này được Rauschert mô tả khoa học đầu tiên năm 1963.